# Kothahudya, Chintamani
Kothahudya là một làng thuộc tehsil Chintamani, huyện Chikkaballapur, bang Karnataka, Ấn Độ.